# Michelle Lujan Grisham

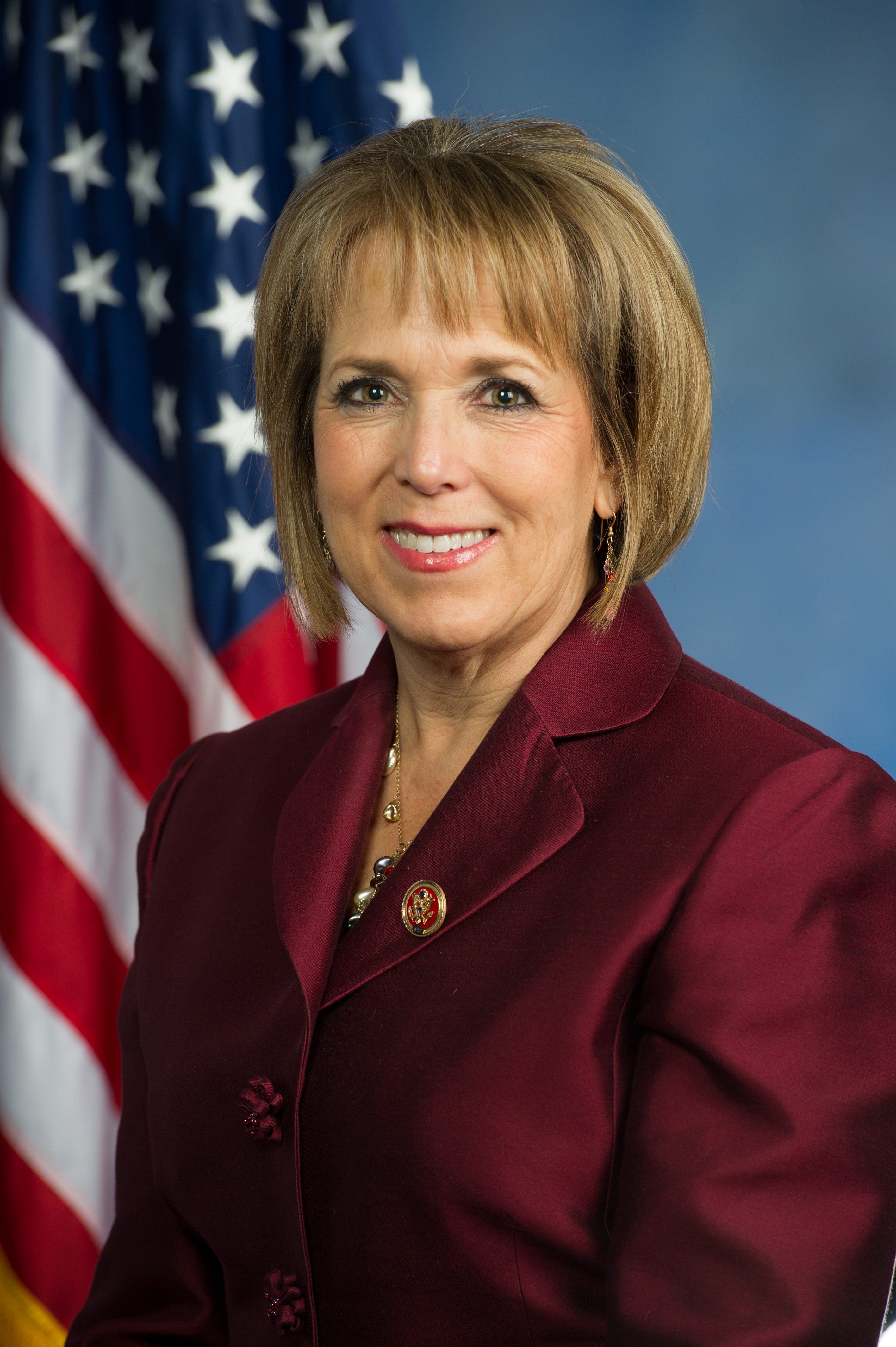
Michelle Lujan Grisham (2013)

Michelle Lynn Lujan Grisham (* 24. Oktober 1959 in Los Alamos, New Mexico als Michelle Lynn Lujan) ist eine US-amerikanische Politikerin der Demokratischen Partei und seit dem 1. Januar 2019 Gouverneurin von New Mexico. Sie ist die erste demokratische Gouverneurin lateinamerikanischer Abstammung in den Vereinigten Staaten.  Zuvor saß sie seit 2013 als Abgeordnete im US-Repräsentantenhaus.

## Werdegang
Michelle Lujan, so ihr Geburtsname, ist die Nichte des ehemaligen US-Innenministers Manuel Lujan, der auch Kongressabgeordneter für New Mexico war. Ihr Cousin Ben R. Luján vertritt den dritten Kongresswahlbezirk von New Mexico. Sie absolvierte die St. Michael’s High School in Santa Fe. Nach einem anschließenden Jurastudium an der University of New Mexico in Albuquerque und ihrer 1987 erfolgten Zulassung als Rechtsanwältin begann sie, in diesem Beruf zu arbeiten. Sie wurde Mitglied der Anwaltskammer ihres Staates. Von 1991 bis 2002 gehörte sie der Alterungskommission von New Mexico an. Zwischen 2002 und 2004 arbeitete sie für die Behörde, die sich mit dem Altern im Berufsleben und langjährigen Amtsträgern befasste (Secretary of Aging and Long-term Services). Von 2004 bis 2007 war sie Gesundheitsministerin von New Mexico. Politisch schloss sie sich der Demokratischen Partei an. 2008 strebte sie erfolglos die Nominierung ihrer Partei für die Kongresswahlen dieses Jahres an. Von 2010 bis 2012 war sie Mitglied im Bezirksrat des Bernalillo County.
Bei den Kongresswahlen des Jahres 2012 wurde Michelle Lujan Grisham im ersten Wahlbezirk von New Mexico in das US-Repräsentantenhaus in Washington, D.C. gewählt, wo sie am 3. Januar 2013 die Nachfolge von Martin Heinrich antrat, der in den US-Senat gewählt wurde. Bei dieser Wahl schlug sie ihre republikanische Gegenkandidatin Janice Arnold-Jones mit 59:41 Prozent der Wählerstimmen. Nach zwei Wiederwahlen in den Jahren 2014 und 2016 konnte sie dieses Amt bis Anfang 2019 ausüben. 2018 verzichtete sie auf eine neuerliche Kandidatur und bewarb sich stattdessen für das Amt der Gouverneurin in New Mexico. Nach erfolgreicher Primary gewann sie als Kandidatin der Demokraten die Gouverneurswahl am 6. November 2018 gegen den Republikaner Steve Pearce mit mehr als 57 % der Stimmen klar. Ihr neues Amt trat sie am 1. Januar 2019 an. Lujan Grisham löste damit die Republikanerin Susana Martinez ab, die nach zwei Amtszeiten nicht erneut kandidieren konnte. Nach Martinez ist sie die zweite Frau auf diesem Posten. 
Michelle Lujan Grisham war mit dem 2004 verstorbenen Gregory Grisham verheiratet, mit dem sie zwei Töchter hat.